# Casa Consistorial (Areny de Noguera)
La Casa Consistorial és un nucli de població que pertany al municipi d'Areny de Noguera, a la Ribagorça (Aragó).
Està situada al voltant d'un antic ajuntament, el qual li ha donat el nom.